# Loudon's Hortus Britannicus
Loudon's Hortus Britannicus (abreviado Hort. Brit. (Loudon)) es un libro con ilustraciones y descripciones botánicas que fue escrito por el botánico y arquitecto paisajista escocés John Claudius Loudon y publicado en Londres en el año 1830 con el nombre de Loudon's Hortus Britannicus: a catalogue of all the plants indigenous, cultivated in, or introduced to Britain. Part I. The Linnaean arrangement: Part II. The Jussieuean arrangement / edited by J. C. Loudon.
En su prólogo (p. iv), Loudon mencionó que el Linnean Arrangement (pp. XXIII-XXIV, 1-466) y su Suplemento (pp. 467-490) eran completamente de la labor George Don.